# Handover
Handover (w terminologii amerykańskiej: handoff) – przełączenie połączenia radiowego terminala (telefonu, modemu) z jednej stacji bazowej do innej w czasie, gdy połączenie jest aktywne.

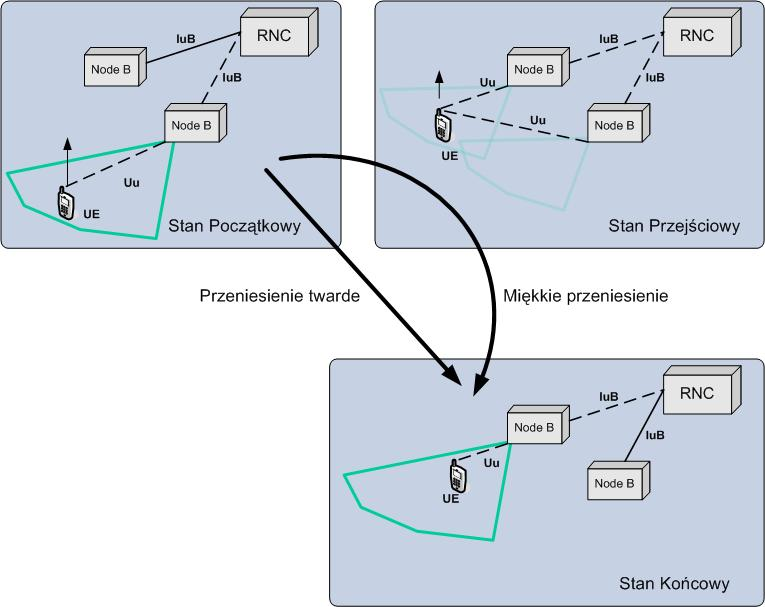
Ilustracja miękkiego i twardego przenoszenia połączeń w sieci UMTS

Przełączenie połączenia następuje gdy:
- nowe połączenie może zapewnić lepszą jakość (jego parametry są często sprawdzane przez stację bazową i terminal; w UMTS-ie nawet 1500 razy w ciągu sekundy)
- telefon znajduje się na styku kilku komórek i może już korzystać z innych (powstałe wolne miejsce wykorzystują telefony, które są tylko w zasięgu „starej” komórki).

Wyróżniamy trzy typy handoveru:
- miękkie przełączenie (ang. soft handover) – przejście do innej stacji bazowej, tylko w UMTS-ie. W trakcie miękkiego przełączenia, terminal jednocześnie jest pod kontrolą stacji, którą aktualnie opuszcza oraz stacji, do której się przenosi.
- softer – przejście pomiędzy sektorami tej samej stacji bazowej z utrzymaniem tych samych kodów, tylko w UMTS-ie.
- hard – przełączenie pomiędzy stacjami bazowymi/sektorami stacji bazowej. W sieci GSM wiąże się ono z koniecznością zmiany częstotliwości, gdyż sąsiednie stacje bazowe i różne sektory tej samej komórki nie wykorzystują tych samych kanałów częstotliwościowych (ze względu na zapobieganie interferencjom) (tzw. wielodostęp do kanału z podziałem częstotliwościowym). Z tego powodu często jest on nazywany inter frequency (ang.). W sieci UMTS zmiana częstotliwości nośnej nie musi wystąpić, ale występuje zmiana kodów. Może również wystąpić przełączenie między systemami: użytkownik mający aktywne połączenie w systemie UMTS przełącza się na GSM (lub odwrotnie) np. ze względu na lepszą jakość sygnału; a nawet przełączenie między operatorami np. w roamingu krajowym.

W przypadku gdy konieczne jest wyłączenie lub zablokowanie stacji inżynier OMC (ang. Operation and Maintenance Center), aby zapobiec zerwaniu połączeń obsługiwanych przez blokowaną stację, może wymusić na terminalach handover. W takim przypadku mamy do czynienia z tzw. forced handover (FHO, ang.), czyli wymuszonym handoverem.
Decyzję o handoverze podejmuje kontroler stacji bazowych we współpracy z MSC (ang. Mobile Switching Centre). Wprowadzenie interfejsu Iur w UMTS-ie uprościło proces przenoszenia połączeń (w stosunku do sieci GSM). Za handover odpowiada RNC (ang. Radio Network Controller), rzadziej MSC. Ośrodkiem decyzyjnym jest sieć, decyzja o przeniesieniu połączenia jest wypracowywana na drodze pomiarów wykonywanych przez stacje ruchome oraz stacje bazowe.